# 페이더 (잡지)
페이더(The Fader)는 1999년 롭 스톤과 존 코언이 창간의 뉴욕 소재의 잡지이다. 페이더는 음악, 스타일, 문화 등을 주로 다룬다. 이는 아이튠즈에서 출판된 최초의 출판물이다. 페이더 미디어 그룹의 소유로, 웹사이트 thefader.com과 페이더 필름스, 페이더 레이블과 페이더 TV와 같은 산하 회사이다.

## 페이더 포트
페이더 포트(Fader Fort)는 2001년 텍사스의 오스틴에서 설립된 사우스 바이 사우스웨스트에서 매년 열리는 초청 전용 행사이다. 나흘간 진행되며, 라이브 공연이 펼쳐진다. 페이더 포트 NYC는 CMJ 뮤직 마라톤에서 매년 열리는 파티다.